# 湯田中駅
湯田中駅（ゆだなかえき）は、長野県下高井郡山ノ内町大字平穏にある、長野電鉄長野線の駅。同線の終着駅、かつ最高地点（標高599.76メートル）に位置する駅である。駅番号はN24。

## 歴史
- 1920年（大正9年）7月26日：信州中野 - 渋安代間地方鉄道敷設免許申請。
- 1921年（大正10年）5月26日：鉄道敷設免許。
- 1927年（昭和2年）
  - 4月28日：信州中野駅 - 当駅間の開通に伴い[1][7]、平穏線（ひらおせん）の駅として開業[1][2][3]。
  - 8月27日：路線名改称により、山の内線の駅となる。
- 1931年（昭和6年）
  - 7月10日：未着工であった当駅 - 渋安代（1.8km）鉄道敷設工事竣工期限延期申請が却下される。
  - 7月14日：当駅 - 渋安代（1.8km）鉄道敷設免許失効。
- 1937年（昭和12年）
  - 1月2日：長野駅経由で日本国有鉄道（国鉄）の列車が初めて当駅に乗り入れる[7]。
  - 7月17日：屋代駅経由で国鉄列車が当駅に乗り入れる[7]。
- 1949年（昭和24年）5月10日：当駅 - 渋安代（1.3km）鉄道敷設免許。
- 1955年（昭和30年）11月15日：南駅舎（現駅舎）完成[2][8]。
- 1958年（昭和33年）5月13日：当駅 - 渋安代（1.3km）鉄道敷設免許失効。
- 1971年（昭和46年）5月1日：貨物営業廃止[3]。
- 1982年（昭和57年）11月15日：国鉄線から直通運転されていた急行「志賀」（上野駅 - 当駅）が廃止[7]。
- 2002年（平成14年）9月18日：路線名改称により、長野線の駅となる[7]。
- 2005年（平成17年）2月9日：旧駅舎が国の登録有形文化財に登録される[9]。
- 2006年（平成18年）
  - 8月31日：最後のミニスイッチバック運転。
  - 9月1日：同月30日まで行われた改修工事により、スイッチバック廃止。
- 2010年（平成22年）：駅業務が北信観光タクシー（現在の長電タクシー）に委託される。
- 2012年（平成24年）：駅業務再直営化。
- 2021年（令和3年）7月1日：早朝深夜の一部時間帯が無人となる[4][5]。

## 駅構造
長野方面に向かって左側にある単式ホーム1面1線を有する地上駅で、駅員が配置されている（9時から18時まで）。駅舎には駅務室・待合室・観光案内所などがあり、自動券売機（タッチパネル式2台）が設置されている。一時駅業務は長電タクシーに委託されていたが、のちに直営に戻されている。トイレは駅舎と車止めの間に設置されており、多機能トイレを併設した男女別の水洗式である。
列車到着時には「美わしの志賀高原」（作詞：西沢爽/作曲：古賀政男/歌:岡本敦郎）がホームに流れる。一方、発車時には通常の発車ベルが鳴動する。

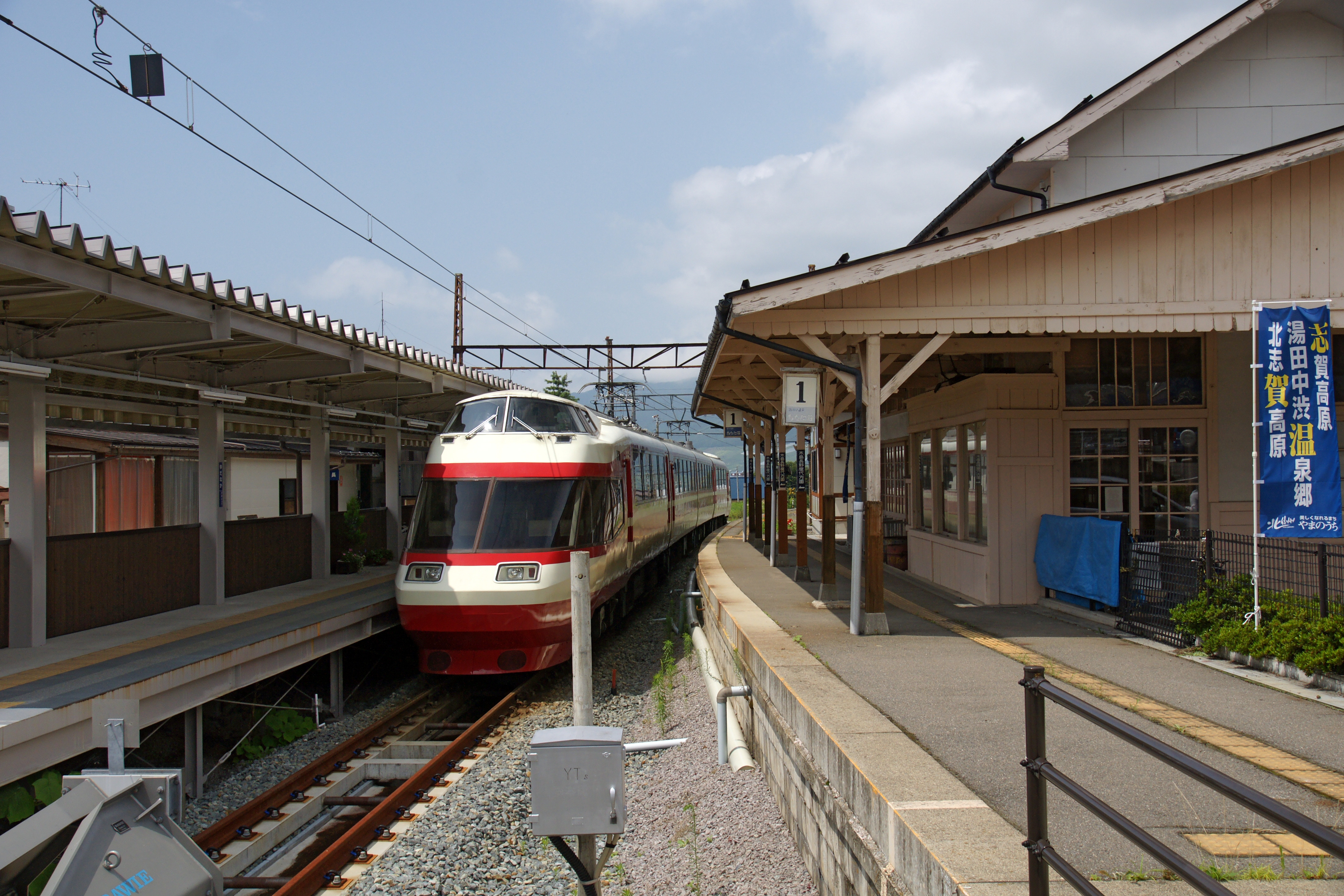
ホーム（左）。右側は旧1番線ホームで使用不可（2009年7月）
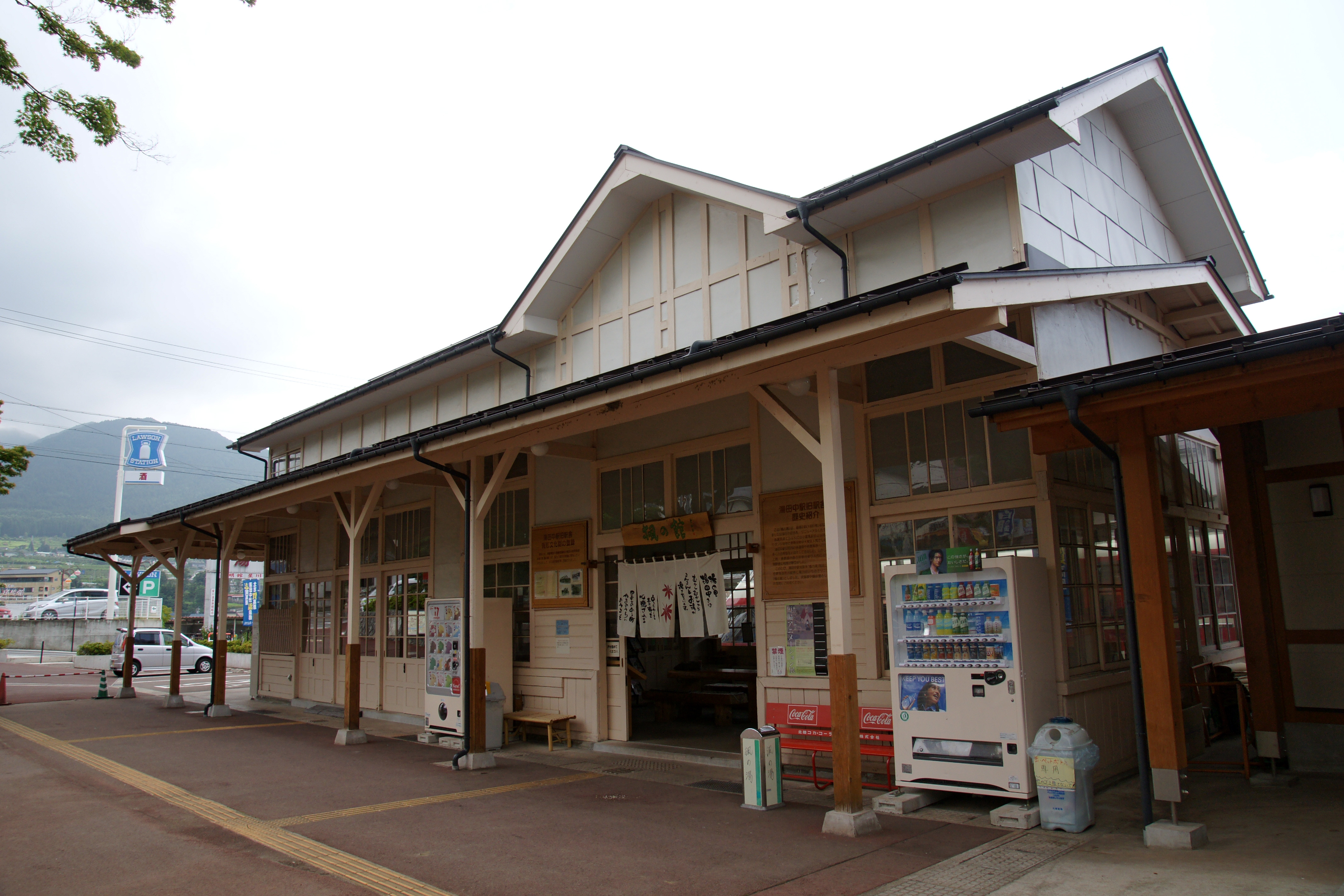
旧駅舎（現「楓の館」）

### スイッチバック構造時代
以前は2面2線の相対式ホームを有していた（ただし通常は現駅舎側の2番線のみを使用していた）。2面2線時代はホームの途中に分岐器が設置されており、平坦な場所にあるホームに3両編成の列車を入れるために、駅の奥にある県道の踏切を乗り越え、かつ約200mの延長線を走ってからスイッチバックをして入線するという珍しい駅だった。これは、駅が40‰の勾配を登りきった場所に位置しており、信州中野方へ平坦な場所でホームを延長することが困難であり、また、そのままでは駅の奥にある県道の踏切に先頭車がかかったためである。なお、2両編成ならそのまま入線しても全長がホームにかかったためスイッチバックは行われなかった。
2006年に行われた大規模改修工事（期間中は区間運休となりバスで代行輸送）により、このスイッチバックは解消された。また、ホームは現在の構造となり、駅の奥の踏切と約200mの延長線も廃止された。スイッチバック廃止の理由は、同年12月9日に営業運転を開始した1000系電車の運転席が客室上部に位置する構造のため、運転士の移動に時間がかかり、スイッチバック方式の駅への乗り入れが困難であったからである。
2022年現在の延長線跡地は駅近隣にある「ホテル水明館」の駐車場に転用されている。

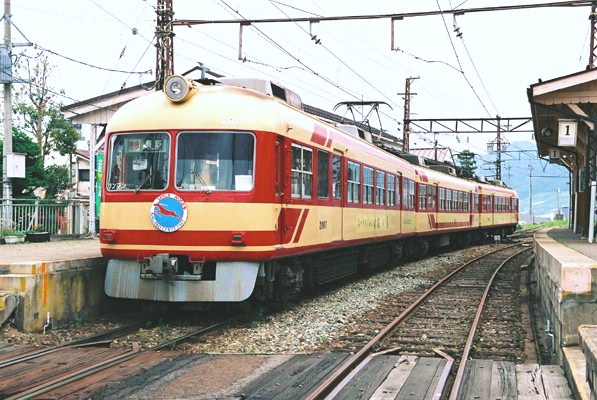
改良前の2番線に停車する2000系（2006年5月）

## 利用状況
近年の一日平均乗車人員の推移は下記のとおり。
| 年度   | 一日平均 乗車人員 |
| ------ | ----------------- |
| 2010年 | 557               |
| 2011年 | 546               |
| 2012年 | 526               |
| 2013年 | 540               |
| 2014年 | 543               |
| 2015年 | 646               |
| 2016年 | 586               |
| 2017年 | 577               |
| 2018年 | 605               |

## 駅周辺
旧1番線側に「湯田中駅前温泉 楓の湯」（日帰り入浴施設）があり、同施設の休憩室の窓からはホームを見渡すことができる。「楓の湯」に隣接して旧駅舎を活用した「楓の館」があり、休憩所として利用することができる。
駅前には足湯も存在する。駅周辺には湯田中温泉や新湯田中温泉などの湯田中渋温泉郷の温泉が広がっている。かつて駅南部には湯田中ロープウェーやごりん高原スキー場などが存在した。
- 夜間瀬川
- 世界平和聖観音
- 山ノ内町役場[2]
- 山ノ内町立山ノ内中学校
- 蟻川図書館
- 湯田中郵便局
- 八十二銀行
- 長電バス湯田中営業所
- 長電タクシー湯田中営業所

## バス路線
駅前広場に、長電バスの湯田中駅停留所がある。同社湯田中営業所の所在地で、駅構内に出札窓口があり、駅の北西部がバスの車庫になっている。志賀高原方面への鉄道とバスの結節点でもある。
- 高速バス 湯田中・長野 - 京都・大阪・神戸線（南海バス共同運行）- 京都駅・大阪（なんば） ・三宮バスターミナル・USJ行
- 高速バス 「雪物語」志賀高原-東京駅線 - 東京駅行 ※夏期・冬期に運行[13]
- 上林線 - 中野駅 行 / 安代温泉・渋温泉・上林温泉 行
- 菅線 - 中野駅 行
- 奥志賀高原線 - 蓮池・奥志賀高原ホテル 行

この他、かつては冬季の土休日に限り地獄谷野猿公苑に向かう「スノーモンキーホリデー観にバス」（予約制）が発着していたが2018 - 2019シーズンを最後に運行を終了した。

## 隣の駅
長野電鉄
■長野線
■A特急・■B特急
信州中野駅 (N19) - 湯田中駅 (N24)
■普通
上条駅 (N23) - 湯田中駅 (N24)